# Heterocallia arisana
Heterocallia arisana là một loài bướm đêm trong họ Geometridae.